# Franqueville, Eure
 Franqueville  là một xã thuộc tỉnh Eure trong vùng Normandie miền bắc nước Pháp.